# Delphacodes semiobscura
Delphacodes semiobscura är en insektsart som beskrevs av Metcalf 1943. Delphacodes semiobscura ingår i släktet Delphacodes och familjen sporrstritar. Inga underarter finns listade i Catalogue of Life.